# Pademelon de Calaby
Thylogale calabyi
Espèce
Statut de conservation UICN

 EN B1ab(iii,v)+2ab(iii,v) : En danger
Le Pademelon de Calaby (Thylogale calabyi; en anglais : The Calaby's Pademelon) est une espèce de petit Macropodidae.  Il est endémique de Papouasie-Nouvelle-Guinée. Jusqu'à récemment, il était considéré comme une sous-espèce du Pademelon à queue courte (Thylogale brunii).

## Description
Le Pademelon de Calaby est une des plus petites espèces de Macropodidae avec un poids de 3 à 6 kilogrammes. Son pelage est gris-brun sur le dessus, le dessous est plus clair. Il a sur la hanche une bande claire bien visible. Comme la plupart des Kangourou, ses pattes de derrière sont beaucoup plus grandes et fortes que celles de devant.

## Habitat
Auparavant, l'espèce vivait dans toutes les régions montagneuses de l'est de la Nouvelle-Guinée. Aujourd'hui, on ne la trouve plus qu'en quelques endroits, tels que le mont Edward Albert. Au mont William et au mont Giluwe, l'espèce est éteinte.
Il habite les régions de forêt tropicale en bordures de prairie à environ 2 800 mètres d'altitude. Son mode de vie est peu connu. Comme tous les Pademelons, il pourrait être nocturne, solitaire, se nourrissant de graminées, d'herbes et de feuilles.
En raison de son aire réduite de distribution et de la poursuite de sa chasse, l'espèce est répertoriée par l'UICN comme "à haut risque d'extinction".